# Belgiske euromønter
 Denne artikel bør gennemlæses af en person med fagkendskab for at sikre den faglige korrekthed.

Euro er en fælles valuta for de fleste medlemslande i EU, og altså også Belgien. Euromønterne har en fælles side, som viser møntens værdi og et kort over Europa. Den anden side er unik for hvert land.
De belgiske euromønters bagside afbilder Belgiens nuværende monark Albert II i profil og hans monogram.
- Wikimedia Commons har flere filer relateret til Belgiske euromønter

| Artikelstump | Spire Denne artikel om penge eller valuta er en spire som bør udbygges. Du er velkommen til at hjælpe Wikipedia ved at udvide den. |